# Исомется, Яри
Яри Исомется (фин. Jari Isometsä; 11 сентября 1968 года, Торнио) — финский лыжник, призёр Олимпийских игр и чемпионатов мира, победитель этапов Кубка мира.

## Карьера
В Кубке мира Исомется дебютировал в 1990 году, в марте 1996 года одержал первую победу на этапе Кубка мира. Всего в личных гонках имеет на своём счету 4 победы на этапах Кубка мира. Лучшим достижением Исомется в общем итоговом зачёте Кубка мира является 2-е место в сезоне 1999/00.
На Олимпийских играх 1992 года в Альбервиле, завоевал бронзу в эстафете, кроме того занял 16-е место в гонке на 10 км классикой, 12-е место в гонке преследования и 22-е место в гонке на 50 км коньком.
На Олимпийских играх 1994 года в Лиллехаммере, вновь завоевал бронзу в эстафете, а также занял 6-е место в гонке на 30 км коньком и 23-е место в гонке на 10 км классикой.
На Олимпийских играх 1998 года в Нагано, завоевал свою третью олимпийскую медаль в карьере, и вновь это стала бронза в эстафете, кроме того был 8-м в гонке преследования, 4-м в гонке на 30 км классикой и 15-м в гонке на 10 км классикой.
За свою карьеру принимал участие в пяти чемпионатах мира, на которых завоевал две серебряные и две бронзовые медали. На чемпионате мира — 2001 в Лахти стал одним из шести финских лыжников уличённых в применении допинга, в результате чего был лишён завоеванной им на этом чемпионате серебряной медали и дисквалифицирован на два года.
20 декабря 2012 года в материалах, переданных в прокуратуру, признан подозреваемым в даче ложных показаний, отрицая применение допинга по т. н. «допинговому делу STT».